# Эффект фокусировки
Эффект фокусировки (англ.The Focusing Effect) — это психологический феномен, при принятии решений, возникающий, когда индивид уделяет слишком много внимания какому-то одному аспекту явления; например, концентрация внимания на том, кто виноват в возможной ядерной войне, отвлекает внимание от того, что пострадают в ней все. Такие искажения приводят к ошибочным оценкам и решениям, так как индивид упускает значимые факторы, не находящиеся в центре его внимания.
Эффект фокусировки является когнитивным искажением, то есть систематической ошибкой в мышлении, при которой размышления индивида не являются рациональными и логичными. В результате, возникают неверные выводы или принимаются необоснованные решения.

## История изучения

### Ранние наблюдения
Истоки возникновения и изучения эффекта фокусировки в когнитивной психологии можно проследить с середины XX века. В 1960-х годах Дональд Бродбент, психолог из Британии, разработал и предложил свою модель фильтрации внимания в своей работе «Perception and communication». Дональд Бродбент предположил, что внимание может действовать, как фильтр, который отсеивать ненужную информацию, и подпускает только самую валидную. Тем самым, он предложил теорию, согласно которой индивид способен одновременно обрабатывать лишь часть поступающей ему информации.

### Работы Канемана и Тверски
В 1974 году Дэниел Канеман, американский психолог, и Амос Тверски, израильский психолог, опубликовали свою совместную работу «Judgment under Uncertainty: Heuristics and Biases». В ней авторы отразили различные когнитивные искажения и эвристики, которые используют люди при принятии решений в условиях неопределенности (в том числе исследователи затронули тему касательно эффекта фокусировки).

## Исследования

### Работы Лоэвайнстайна и Шкаде
В 1999 году Джордж Лоэвайнстайн, американский профессор психологии, и Дэвид Шкаде провели исследование, показавшее, как люди переоценивают важность того или иного аспекта информации при оценке будущих событий. Они показали, что при планировании будущего люди склонны сосредотачиваться на одном факторе (например, финансовом благополучии) и игнорировать другие важные элементы (например, социальные связи и эмоциональное благополучие). Эти исследования углубили понимание эффекта фокусировки и его влияния на оценку будущих событий и принятие решений.

### Эффект якоря
Одним из ключевых понятий, введенных Канеманом и Тверски, был эффект привязки (эффект якоря), который тесно связан с эффектом фокусировки. Эффект привязки описывает склонность людей полагаться на первую полученную информацию (якорь) и корректировать свои последующие оценки на ее основе. Это исследование показало, как сильная концентрация на одном аспекте информации может исказить восприятие и принятие будущих решений.

## Применение

### Финансы
При планировании бюджета люди могут чрезмерно сфокусироваться на крупных расходах, таких как покупка недвижимости или автомобиля, игнорируя мелкие и регулярные траты, которые в сумме могут составить ощутимую сумму.

### Медицина
Пациенты, столкнувшиеся с серьезными заболеваниями, могут чрезмерно концентрироваться на одном аспекте лечения (например, побочных эффектах лекарства, или предстоящей операции), игнорируя другие важные факторы, такие как вероятность успеха лечения.

### Оценка качества жизни
Люди, которые предсказывают свое будущее счастье, часто переоценивают влияние таких факторов, как доход, семейное благополучие, получение высшего образования, что может привести к недооценке важности социальных связей и личностных достижений.